# Maes Titianus

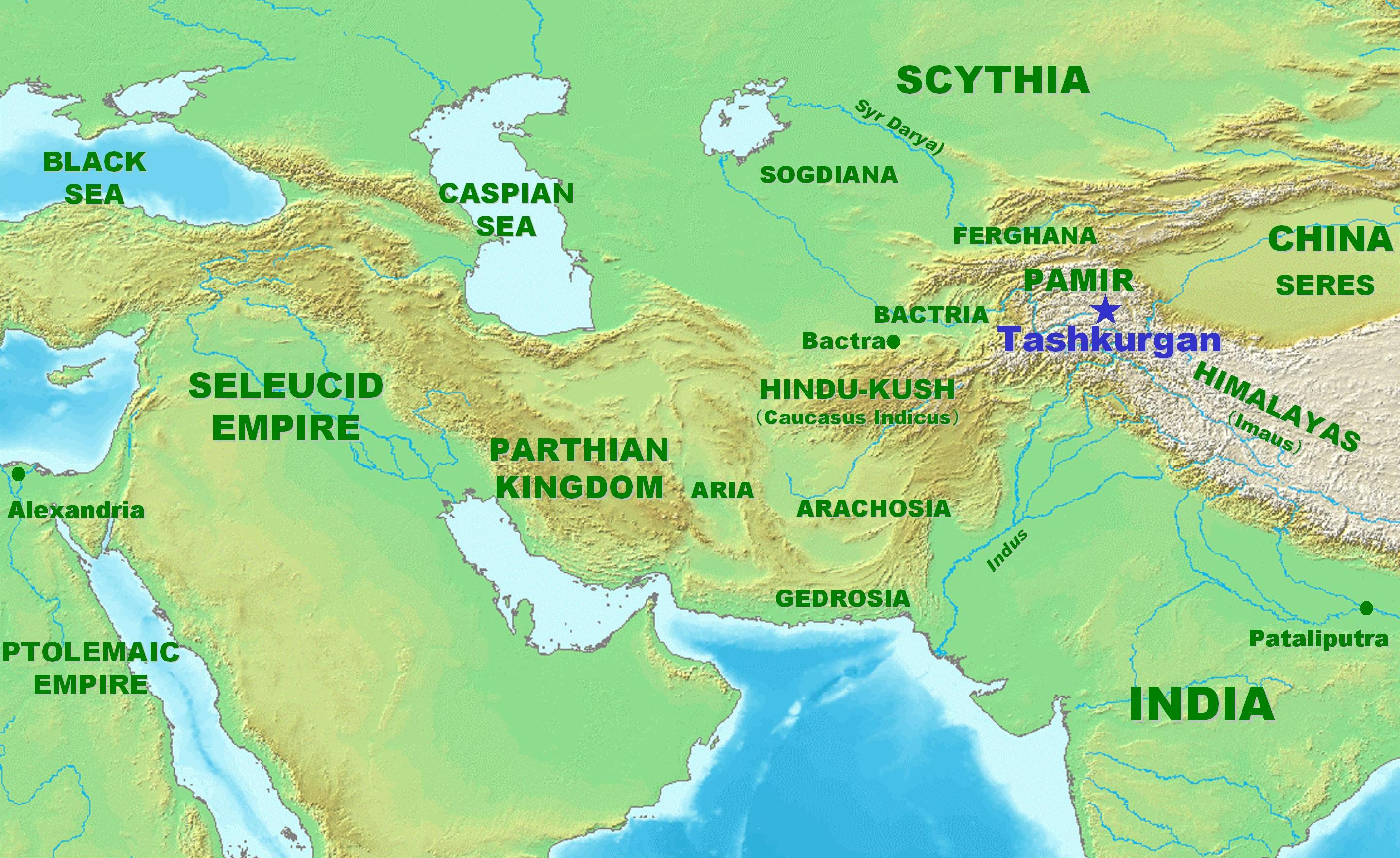
Maes Titianus llegó tan lejos como a Tashkurgán en la cordillera del Pamir (en azul).

 Maës Titianus fue un antiguo viajero helenístico, a quien se le atribuye haber viajado a lo largo de la ruta de la seda por el mundo mediterráneo. A inicios del siglo II d. C. o a fines del siglo I a. C., durante una pausa en las luchas intermitentes entre Roma y Partia, su grupo llegó a la famosa Torre de Piedra o Tashkurgán, en la cordillera del Pamir. No se conoce nada de él, fuera de una breve acreditación en la Geographia de Claudio Ptolomeo, cuyo conocimiento sobre Maës fue obtenido por medio de una fuente intermedia, Marino de Tiro:

"Marino nos cuenta que cierto macedonio denominado Maen, quien era también llamado Titian, hijo de un mercader y comerciante él mismo, anotó la longitud de su viaje [a la Torre de Piedra], aunque no llegó a Sera en persona, sino que envió a otro allí.
Claudio Ptolomeo, Geographia, I-XI

No obstante, un breve artículo de Max Cary menciona algunas teorías, en especial que el propósito de la expedición consistía en organizar la importación de seda china por medio de la dominación o la eliminación de algunos de los intermediarios, entre quienes los menos confiables eran los partos. La Torre de Piedra estaba ubicada en Xinjiang, la provincia más occidental que periódicamente intentaban controlar los chinos. La incursión de los nómades kusháns en torno al año 50 bloqueó el acceso chino a Occidente, pero las condiciones mejoraron en el año 75. En consecuencia, la ventana en la cual, según Cary, Maës encontró la oportunidad de viajar estaría antes o después de la irrupción kushán. En el extremo occidental de la ruta comercial, la cooperación partía podía ser esperada solo después de la culminación de su guerra contra Trajano, en 117, muy tarde para que Marino incorporara la nueva información, al término de su guerra con Nerón en 65, durante la interrupción kushán o, según la datación que ofrece Cary, después del asentamiento con César Augusto, en el año 20 a. C.

## Italia y Sicilia
Los Maesii Titianii fueron una familia documentada en Italia y, en particular, en Sicilia, ca. 150-210, y Cary considera la posibilidad de que el gobernador de la Siria romana de ca. 13 a. C., M. Titius, quien había sido cónsul romano en 31 a. C. y a través de cuyas manos pasaron los príncipes partos a Roma para su educación, actuó de alguna manera como un patrón de la empresa.